# Hydromys neobritannicus
Hydromys neobritannicus és una espècie de mamífer rosegador de la família dels múrids. És endèmica de Papua Nova Guinea, on viu a altituds d'entre 0 i 500 msnm. El seu hàbitat natural són les zones humides de plana. Es desconeix si hi ha cap amenaça significativa per a la supervivència d'aquesta espècie. El seu nom específic, neobritannicus, significa ‘neobritànic’ en llatí.